# Volker Martin Tronnier
Volker Martin Tronnier (* 20. Juli 1958 in Biberach/Riss) ist ein deutscher Neurochirurg und war Universitätsprofessor und Direktor der Klinik für Neurochirurgie am Universitätsklinikum Schleswig-Holstein bis September 2023, Campus Lübeck. Er gilt als Vorreiter der Tiefenhirnstimulation in Deutschland seit den 1990er Jahren und hat sich auf die Bereiche Schmerztherapie, funktionelle Neurochirurgie, Schädelbasis- und Hypophysenchirurgie sowie intraoperative Bildgebung spezialisiert.

## Familie
Volker Tronnier ist der erste Sohn des Dermatologen Hagen Tronnier (1925–2019). Sein Großvater, Albrecht Wilhelm Tronnier (1902–1982), war ein Optikkonstrukteur für die Schneiderwerke in Bad Kreuznach, für ISCO in Göttingen, später für Farrand in New York und Voigtländer in Braunschweig. Sein Urgroßvater Adolph Tronnier (18751962) war ein Bibliothekar, der von 1903 bis 1935 an der Mainzer Bibliothek arbeitete und sich insbesondere mit Johannes Gutenberg und der Erfindung des Buchdrucks befasste.
Tronnier ist verheiratet und Vater von vier Kindern.

## Werdegang
Volker Martin Tronnier verbrachte seine Kindheit in Tübingen und Dortmund und studierte von 1977 bis 1980 an der Rijksuniversitair Centrum te Antwerpen, Belgien. Anschließend setzte er sein Studium von 1980 bis 1981 und 1983 bis 1984 an der Julius-Maximilians-Universität Würzburg fort. 1982 bis 1983 studierte er an der Universität Wien und schrieb am Rechtswissenschaftlichen Institut eine Promotion zur Größe der Einschusslücken bei Schussverletzungen. In Würzburg wurde er 1984 approbiert.
Nach seiner Approbation arbeitete Tronnier von 1985 bis 1988 in der neurochirurgischen Abteilung des Bundeswehrkrankenhauses Ulm. Von 1988 bis 1990 war er an der Neurochirurgischen Universitätsklinik Heidelberg tätig. In den Jahren 1990 bis 1991 arbeitete er als Oberarzt, klinischer Dozent und Forschungsstipendiat (DFG) am University of California Irvine Medical Center (Ronald F. Young) in Orange, Kalifornien. Nach seiner Rückkehr zur Neurochirurgischen Universitätsklinik Heidelberg habilitierte Tronnier 1994 an der Medizinischen Fakultät der Ruprecht-Karls-Universität Heidelberg mit dem Thema „Zentrale Schmerzsyndrome – Neurophysiologische Grundlagen und therapeutische Möglichkeiten der Elektrostimulation“. Von 1994 bis 2003 war er Oberarzt und ab 2004 stellvertretender Direktor der Klinik für Neurochirurgie. Im Jahr 1995 wurde er Leiter der Sektion Stereotaxie und funktionelle Neurochirurgie sowie der Arbeitsgruppe „Intraoperative diagnostische und interventionelle Magnetresonanztomographie (IODIM)“. Unter seiner Leitung wurde am 5. Dezember 1995 die weltweit erste Intervention in einem MRT unter kontinuierlichem Monitoring durchgeführt. In den 1990er Jahren propagierte er die MRT-Bildgebung für die stereotaktische Planung funktioneller Eingriffe, die schließlich die bis dahin übliche Ventrikulographie und das CT ablöste. Er gilt als einer der Vorreiter der Tiefenhirnstimulation bei neurologischen Erkrankungen in Deutschland und führte beispielsweise die erste bilaterale Pallidumstimulation bei Patienten mit Morbus Parkinson in Deutschland durch. Er engagierte sich außerdem für die Einbindung der Neurochirurgie in die Schmerztherapie und die Aufnahme in die schmerzchirurgischen Curricula der Landesärztekammern.
Tronnier ist 2001 in Heidelberg zum apl. Professor ernannt worden. 2004 wurde Tronnier leitender Oberarzt und ist schließlich im Mai 2005 zum Ordinarius und Direktor der Neurochirurgischen Universitätsklinik in Lübeck berufen worden; er erhielt dort eine W3-Professur.
2013 implantierte Tronnier am UKSH Lübeck den weltweit ersten MRT-tauglichen Neurostimulator. Dies war ein entscheidender Schritt zur Patientensicherheit und -zufriedenheit im Bereich der Neuromodulation und invasiven Schmerztherapie.
Tronnier hatte verschiedene Funktionen in wissenschaftlichen Vereinigungen inne. Im Jahr 2014 war er Präsident der Special Interest Group Neuromodulation (SIGN) der International Association for the Study of Pain (IASP) und von 2018 bis 2020 war er Präsident der Deutschen Gesellschaft für Neurochirurgie (DGNC). Darüber hinaus nahm Tronnier weitere Aufgaben für wissenschaftliche Vereinigungen wahr. So war er unter anderem Mitglied des European Advisory Panel for the Control of Tremor (1994), Sprecher der Arbeitsgemeinschaft „Schmerz“ der Deutschen Gesellschaft für Neurochirurgie (1996–2003), Mitglied der Konsensuskommission der EFIC (European Federation of Chapters of IASP) zum Thema „Neuromodulation on Pain“ (1997), seit 1998 Vertreter der Deutschen Gesellschaft für Neurochirurgie in der „Deutschen interdisziplinären Vereinigung zur Schmerztherapie (DIVS)“ und Gründungsmitglied der Arbeitsgemeinschaft „Lehre“ der Deutschen Gesellschaft für Chirurgie (2010).
Er ist Mitglied der Deutschen Gesellschaft für Neurochirurgie (DGNC) und des Berufsverbands Deutscher Neurochirurgie (BDNC), der Deutschen Gesellschaft für Chirurgie (DGCH), der Deutschen Gesellschaft für Neurointensiv- und Notfallmedizin (DGNI), der Deutschen Schmerzgesellschaft (DGS), der European Association of Neurosurgical Societies (EANS), der European Society for Stereotactic and Functional Neurosurgery (ESSFN), der International Association for the Study of Pain (IASP), der Deutschen Gesellschaft für Neuromodulation (DGNM), der International Neuromodulation Society (INS), der Deutschen Gesellschaft für Neurowissenschaftliche Begutachtung (DGNB) und der Society of University Neurosurgeons (SUN).

## Preise und Ehrungen (Auswahl)
- 1990 Tönnis Stipendium der DGNC
- 1998 Aufnahme in die Society of University Neurosurgeons

## Publikationen
Tronnier hat insgesamt ca. 200 Originalbeiträge in internationalen Zeitschriften, die in PubMed gelistet sind, veröffentlicht. Darüber hinaus hat er zahlreiche Buchartikel, Bücher und Monographien zu den Themen Neuromodulation, Tiefenhirnstimulation und Schmerz veröffentlicht. Sein h-Index lag im Juni 2023 bei 45. Zu seinen bekanntesten Publikationen zählen u. a. "Neurochirurgische Schmerztherapie" sowie "Neuromodulation bei chronischen Schmerzzuständen – Elektrische Neurostimulation und rückenmarksnahe Opioidapplikation".